# 沢山保太郎
沢山 保太郎（さわやま やすたろう、1944年1月17日-）は、日本の政治家。元高知県東洋町長（1期）、現室戸市議会議員。
高レベル放射性廃棄物最終処分場の受け入れ反対派として、2007年4月22日投開票の出直し町長選挙に出馬し当選した。翌4月23日に、処分場文書調査の応募撤回を表明した。

## 経歴
- 父方は神主の家系、母方は被差別部落民の家系で私生児として誕生[1]。
- 立命館大学文学部日本史学専攻卒。恩師は奈良本辰也。大学在学中は中核派の学生運動に従事。卒論のテーマは部落問題。大学在学当時中核派に所属するも内ゲバで暴行を受け脱退。
- 大学卒業後、部落解放同盟中央本部の書記となる[1]。
- 狭山闘争では1969年11月の浦和地裁占拠闘争などを指導したが、1973年9月に運動から脱退。浦和地裁占拠事件で懲役2年の実刑判決を受け、30代の半ばは実質1年8月の服役生活を送る[2]。
- フィリピン女性と国際結婚していたが、1年足らずで破局。
- 高知県室戸市議会議員に当選。
- 2003年4月、室戸市議選に当選し、返り咲きを果たす[3]。
- 2006年11月、室戸市長選挙に落選。
- 2007年4月、東洋町長選挙に初当選。
- 2011年4月、東洋町長選挙に落選。
- 2018年11月、室戸市長選挙に落選。
- 2019年4月、市議選に出馬、落選。同年、自宅が火災。
- 2023年4月、室戸市議選に当選。79歳にして返り咲きを果たす[4]。選挙収支報告書の金額は全て不明で提出。
- 2023年8月、再び自宅が全焼[5]。

## 過去の経歴
- 全国部落研連合代表 ペンネーム「杉進也」「水島道夫」
- 全国部落青年戦闘同志会代表
- 中核派の一員として部落解放運動に関わっていたが、狭山事件の内ゲバをきっかけに離脱[6]。室戸市議に当選後も部落解放運動に主にたずさわっていた。

## 東洋町長就任後における地元との軋轢
東洋町民から、沢山の政治姿勢・手法に対して追求が行われていた。核廃棄物処理場・事前調査問題での対立候補勢力ではなく、沢山を雪崩的圧勝へ持ち込んだ原動力である、東洋町の沢山保太郎後援会が主軸となって批判している点が特異である。 
主な論点は以下の通りである。 
- 選挙中の運動資金及びカンパの流れが不透明である。
- 桜井菊蔵（東洋町・沢山保太郎後援会代表者）の選挙管理委員会へ提出済である名義を、選挙公示前日の4月16日、後援会に相談せず独断で自身の名義に変更している。
- 東洋町における「沢山保太郎後援会」は実質機能していなかったとの沢山ブログ上の発言。

（沢山は「選挙運動資金を全て自費で賄った」と再三に渡って発言・記述している。高知県選挙管理委員会への会計報告は、自身の個人名で行っている。自身が会計責任者として登録している東洋町「沢山保太郎後援会」の収支報告書は提出されていない。）
- 町外メンバーで構成される「市民オンブズマン高知」と連携し、「東洋町サポーターズ・クラブ」組織立ち上げを行う[7]。
- 町と契約していた地元事業者を排除、町外の人間を臨時職員として採用し、業務に当たらせる。
- 社民党関係者との共闘を強調し、選挙当時協力的だった県内共産党関係者からも批判されている。なお、沢山ブログにリンクされているのは保坂展人である。
- 後援会会長からは町長の政治姿勢を問うビラが町内へ配布[8]、それに呼応するように沢山町長からもビラが配布される[9]等、現地での混迷が深まっている[10]。
- 東洋町議会議員・田島毅三夫について、町議会中に虚偽発言を行ったとし、名誉毀損・200万円の損害賠償を求め高知地裁に提訴[11]。

※状況経過についての要約
沢山が虚偽であると主張するのは、『町長の報酬を5割カットする』という「選挙演説」での公約が守られていない、という田島の発言。沢山によると、「選挙演説」中ではなく、新町長として初登庁した際の記者会見で表明したのであって、田島に虚偽を事実と称して攻撃され、多大な精神的苦痛を受けた、とする。
対して田島は「議会内の質疑は議会で決着すべきで、議会制民主主義を覆す行為」と反論している。

## 著書
- 橋本大二郎 闇の真相 「橋本大二郎 闇の真相」編集委員会, 2004